# Cephalophus crusalbum
A Cephalophus crusalbum az emlősök (Mammalia) osztályának párosujjú patások (Artiodactyla) rendjébe, ezen belül a tülkösszarvúak (Bovidae) családjába és a bóbitásantilop-formák (Cephalophinae) alcsaládjába tartozó faj.
Korábban az Ogilby-bóbitásantilop (Cephalophus ogilbyi) alfajának vélték, Cephalophus ogilbyi crusalbum név alatt.

## Előfordulása
A Cephalophus crusalbum előfordulási területe a Kongói Köztársaságban és Gabonban van.

## Megjelenése
Az állat fej-testhossza 97-104 centiméter, de két begyűjtött példány elérte a 145 cm hosszt is; farka 13-16 cm, testtömege 20 kilogramm. Szőrzete aranysárgás-barna. Fara és hátsó lábai sötétebb árnyalatúak, mint az oldalai. A nyaka, a mellső lábai és a hasa szürke színű. A vállától a faráig 2,5-6 cm széles, fekete sáv fut végig; ez a farokvégéig 1 centiméteresre vékonyodik el. Farka végén 7,5 cm-es bojt látható. Mind a négy, vékony lábán fehér „harisnyák” vannak. A torka és szája alatti rész fehér. A bóbitás antilopokra jellemző bóbita sötét gesztenyebarna. A fül peremén feketék a szőrök, de belül fehérek. Mindkét nemnek van szarva, a hímé 8,7-11 cm, a nőstényé 5 cm. Szájában 32 fog ül.

### Fordítás
- Ez a szócikk részben vagy egészben  a   White-legged duiker című angol Wikipédia-szócikk ezen változatának fordításán alapul.  Az eredeti cikk szerkesztőit annak laptörténete sorolja fel. Ez a jelzés csupán a megfogalmazás eredetét és a szerzői jogokat jelzi, nem szolgál a cikkben szereplő információk forrásmegjelöléseként.